# Актюбинский троллейбус
Актюбинский троллейбус — троллейбусная система Актобе. Открыта в 1982 году, окончательно закрыта в 2013 году. Основным эксплуатантом к моменту закрытия являлось ТОО «Троллейбусный парк», также обслуживавшее несколько муниципальных автобусных маршрутов. Вход в троллейбусы осуществлялся через заднюю и среднюю двери, выход — через переднюю. Оплата проезда осуществлялась водителю. Стоимость проезда составляла 35 тенге, льгот и проездных не было.

## История
В советское время парк располагал 150 троллейбусами, 100 из которых ежедневно выходили на линии. График работы водителей делился на 3 смены. На предприятии была отличная ремонтная база с компрессорным, шиномонтажным и аккумуляторным цехами.
По состоянию на 2013 год в Актобе имелось 9 троллейбусов, ежедневный выпуск на линию составлял от 5 до 7 машин БТЗ-527604 с номерами 74-83.

## Маршруты
В 1994 году в Актобе действовало 6 троллейбусных маршрутов. Инфраструктура троллейбусной системы хорошо сохранилась, так как троллейбусный парк остался в стороне от действующей линии.
По состоянию на 2011 год действовал маршрут:
- Студенческая улица — Парк Пушкина.

По состоянию на февраль 2013 года, движение троллейбусов остановлено на неопределённый срок. В 2012 году известно как минимум 2 рекламные акции с использованием троллейбусов; тем не менее, вопрос о наличии регулярного маршрутного движения в 2012 году является дискуссионным.

### Закрытые маршруты
- 3 улица Санкибая — парк Пушкина (1982—1993)
- 4 Парк Пушкина — 8-й микрорайон (1982—2000)
- 5 улица Санкибая — Студенческая улица (1994—2000)
- 5а Студенческая улица — 8-й микрорайон (1994—2000)

### Нереализованные проекты
В советские годы была построена троллейбусная линия в 11-й микрорайон, но она не была принята в эксплуатацию.